# Pimelea sessilis
Pimelea sessilis är en tibastväxtart som beskrevs av B.L. Rye. Pimelea sessilis ingår i släktet Pimelea och familjen tibastväxter. Inga underarter finns listade i Catalogue of Life.